# Sam Bain
Sam Bain (1971) è uno scrittore, sceneggiatore e comico britannico, noto principalmente per la sitcom di Channel 4 Peep Show.
Si è laureato all'Università di Manchester, dove ha incontrato il suo maggior collaboratore e partner Jesse Armstrong.

## Carriera

### Collaborazioni con Jesse Armstrong
I primissimi progetti televisivi di Bain ed Armstrong sono stati la sitcom di Channel 4 Smack the Pony e i programmi per bambini Il naso della regina e Papà e mamma sono alieni.
Nel 2003 i due hanno dato vita a Peep Show, seguito nel 2009 dalla sitcom di BBC One The Old Guys e, più di recente, dalla commedia drammatica di Channel 4 Fresh Meat. Oltre alla televisione, hanno scritto anche il programma di sketch radiofonici That Mitchell and Webb Sound per BBC Radio 4, con i due protagonisti di Peep Show David Mitchell e Robert Webb. Il programma è stato adattato anche in televisione su BBC Two, con il titolo di That Mitchell and Webb Look. Peep Show ha vinto diversi premi, tra i quali un BAFTA per la "Miglior Situation Comedy" nel 2008.
Per quanto riguarda il cinema, fino ad ora Bain ed Armstrong hanno scritto insieme due film: la commedia del 2007 Magicians e, insieme a Chris Morris, la satira terroristica del 2010 Four Lions.
Nel 2010, Bain ed Armstrong hanno vinto il Premio Writers' Guild of Great Britain ai British Comedy Awards. Nel 2012 i due scrittori sono stati inseriti nella classifica "Hot 100" della rivista Broadcast, che selezionava le personalità più influenti della televisione britannica.
L'ultimo progetto di Bain ed Armstrong è la commedia di Channel 4 Bad Sugar, una parodia delle soap opera stile-Dynasty, nella quale hanno recitato Olivia Colman, Julia Davis e Sharon Horgan, tutte co-creatrici del programma.

### Scritti indipendenti
Bain ha scritto anche un romanzo, Yours Truly, Pierre Stone, pubblicato da IMP Fiction nel 2002.
Lo scrittore ha fornito materiale aggiuntivo per il primo episodio della satira politica di BBC Four The Thick of It, oltre ad essere stato direttore della sceneggiatura della sitcom di BBC Two Rev.
A luglio del 2012 è stato dichiarato che Bain stava sviluppando un programma di sketch per la televisione satellitare Sky, nella quale avrebbero dovuto comparire sullo schermo "coppie di celebrità improbabili".

## Vita privata
Sam Bain è sposato con l'attrice e sceneggiatrice Wendy Bain.
Avendo studiato alla St. Paul's School di Londra, è stato compagno di classe del politico conservatore George Osborne. 
Suo padre era il regista Bill Bain, mentre sua madre era l'attrice Rosemary Frankau, che ha anche recitato nella sitcom Terry and June. Da parte di madre, Bain è imparentato con alcuni noti comici e scrittori britannici, tra cui il nonno Ronald Frankau, la bisnonna Julia Frankau (nota come Julia Davis) e la cugina di quest'ultima Pamela Frankau.